# براندان برايس
براندان برايس (بالإنجليزية: Brendan Price)‏ هو ممثل بريطاني، ولد في 24 يونيو 1947 في المملكة المتحدة.

## أعمال

### أفلام
- (2011) 11-11-11

## وصلات خارجية
- براندان برايس على موقع IMDb (الإنجليزية)
- براندان برايس على موقع قاعدة بيانات الفيلم (الإنجليزية)